# Kraskówka azjatycka
Kraskówka azjatycka (Eurystomus  orientalis) – gatunek średniej wielkości ptaka ptaka z rodziny krasek (Coraciidae). Występuje w południowych Indiach, południowo-wschodniej i wschodniej Azji, Indonezji, północnej, wschodniej i południowo-wschodniej Australii, na Nowej Gwinei, Archipelagu Bismarcka i Wyspach Salomona. Nie jest zagrożona.

## Systematyka
Po raz pierwszy zgodnie z zasadami nazewnictwa binominalnego gatunek ten opisał Karol Linneusz w 1766 w 12. edycji Systema Naturae. Autor nadał gatunkowi nazwę Coracias orientalis, a jako miejsce typowe wskazał Indie Wschodnie (dawniej tak nazywano wyspiarską część Azji Południowo-Wschodniej); Erwin Stresemann uściślił, że miejscem typowym była Jawa.
Obecnie gatunek ten umieszczany jest w rodzaju Eurystomus. Zwykle wyróżnia się 10 podgatunków, choć opisano ich więcej. Według najnowszych badań przeprowadzonych w oparciu o sekwencjonowanie DNA do gatunku E. orientalis należałoby także zaliczyć takson uznawany obecnie przez systematyków za osobny gatunek – kraskówkę lazurową Eurystomus azureus, która zamieszkuje Moluki Północne.

## Morfologia

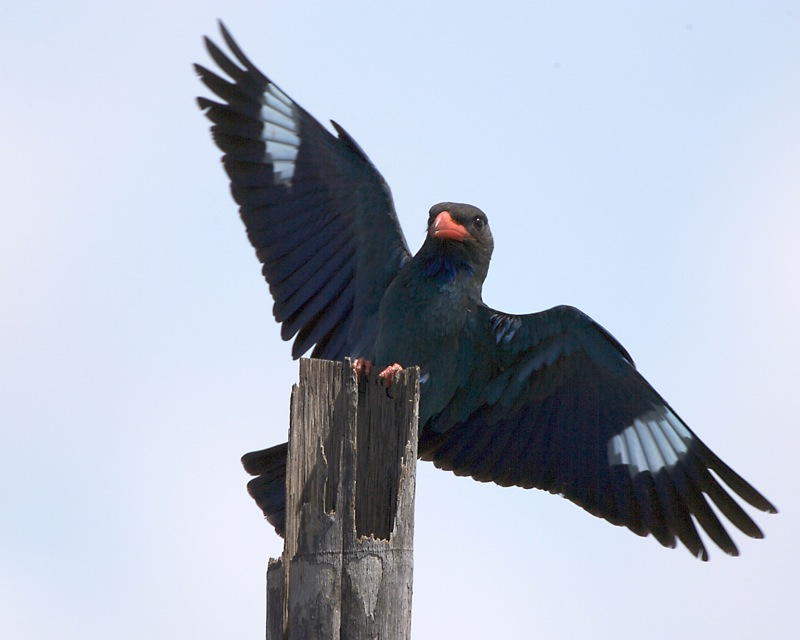
Kraskówka azjatycka z rozłożonymi skrzydłami

WyglądMa dużą głowę i długie skrzydła, ogólnie jest krępa. Na końcu pomarańczowego dzioba znajduje się czarna plama. Gardło jest niebieskie, opalizujące. Od dzioba aż do karku ciągnie się czarny kolor. Poza ciemnoniebieskim, w niektórych miejscach prawie czarnym ogonem i takimi samymi lotkami z białym paskiem jest niebieska. Młode ptaki mają kolory mniej intensywne i mają żółty dziób.
Wymiary
- długość ciała: 27–32 cm
- rozpiętość skrzydeł: 51–56 cm
- masa ciała: 111–215 g

## Ekologia i zachowanie
ZachowaniePoluje w powietrzu, z czubka drzewa, zazwyczaj późnym popołudniem i wieczorem. Może czatować w parach albo sama, ale czasami gromadzi się w większych grupach w miejscach rójki owadów.
GłosTrajkotliwe i ostre „kek-ek-ek-ek-ek-k-k-k”.
PożywienieDuże owady latające. Głównie chrząszcze, ale czasami świerszcze, cykady, rośliniarki i termity. Na ziemi poluje na jaszczurki.
LęgiWyprowadza 1 lęg, Składa 3–5 jaj, inkubacja trwa 22–23 dni. Młode potrafią latać w wieku ok. 25 dni.

## Status
W Czerwonej księdze gatunków zagrożonych IUCN kraskówka azjatycka jest klasyfikowana jako gatunek najmniejszej troski (LC – Least Concern). Liczebność populacji nie została oszacowana, ale ptak ten opisywany jest liczny lub pospolity na większości swego zasięgu występowania. Trend liczebności populacji oceniany jest jako spadkowy ze względu na postępujące niszczenie siedlisk.

## Podgatunki i zasięg występowania
Poszczególne podgatunki zamieszkują:
- E. o. cyanocollis Vieillot, 1819 syn. E. o. calonyx Sharpe, 1890 – Himalaje przez Chiny po południowo-wschodnią Syberię, Półwysep Koreański i Japonię; zimuje na południe od zasięgu letniego aż po Wielkie Wyspy Sundajskie.
- E. o. orientalis (Linnaeus, 1766) – południowe Himalaje do Indochin, Półwysep Malajski, Sumatra, Jawa, Borneo i Filipiny; zimuje na południe i wschód po północny Celebes i Moluki
- E. o. laetior Sharpe, 1890 – południowo-zachodnie Indie
- E. o. gigas Stresemann, 1913 – południowe Andamany
- E. o. irisi Deraniyagala, 1951 – Sri Lanka
- E. o. oberholseri Junge, 1936 – Simeulue (na północny zachód od Sumatry)
- E. o. pacificus (Latham, 1802) – Małe Wyspy Sundajskie, północna i wschodnia Australia, prawdopodobnie także południowy Celebes i Wyspy Sula; południowe populacje na zimę odlatują na północ aż po Nową Gwineę i archipelagi na zachód od niej (tzw. Wallacea)
- E. o. waigiouensis Elliot, 1871 – Nowa Gwinea i sąsiednie wyspy, m.in. Yapen, Karkar, Umboi, Wyspy Trobrianda, Wyspy d’Entrecasteaux, Luizjady
- E. o. crassirostris Sclater, 1869 – Archipelag Bismarcka
- E. o. solomonensis Sharpe, 1890 – Wyspy Salomona